# Psila tetrachaeta
Psila tetrachaeta är en tvåvingeart som beskrevs av Shatalkin 1983. Psila tetrachaeta ingår i släktet Psila och familjen rotflugor. Inga underarter finns listade i Catalogue of Life.